# Elección del Consejo de Seguridad de Naciones Unidas de 2019
La elección del Consejo de Seguridad de las Naciones Unidas de 2019 se celebró el 7 de junio durante el 73.er período de sesiones de la Asamblea General de las Naciones Unidas , celebrada en la Sede de las Naciones Unidas en la ciudad de Nueva York . Las elecciones son para cinco puestos no permanentes en el Consejo de Seguridad de la ONU para mandatos de dos años que comienzan el 1 de enero de 2020.
De acuerdo con las reglas de rotación del Consejo de Seguridad, según las cuales los diez asientos no permanentes del CSNU se rotan entre los diversos bloques regionales en los que los Estados miembros de las Naciones Unidas se dividen tradicionalmente con fines de voto y representación, los cinco asientos disponibles se asignan de la siguiente manera:
- Dos para África

- Uno para el Grupo Asia - Pacífico

- Uno para América Latina y el Caribe.

- Uno para el Grupo de Europa del Este.

Los cinco miembros formarán parte del Consejo de Seguridad para el período 2020–21.
En particular, San Vicente y las Granadinas estableció un nuevo récord como el miembro más pequeño del Consejo de Seguridad.

## Candidatos
Grupo africano
- Ghana
- Túnez

Grupo Asia-Pacífico
- India[1]
- Vietnam[2]

Grupo de Europa del Este
- Estonia[3]
- Rumania[4]

América Latina y el Caribe
- San Vicente y las Granadinas[5]

## Miembros actuales
- Costa de Marfil
- Guinea Ecuatorial
- Perú
- Kuwait
- Polonia

5 (de 10) asientos no permanentes en el Consejo de Seguridad de las Naciones Unidas.